# Liste de romans et recueils de nouvelles de la série James Bond

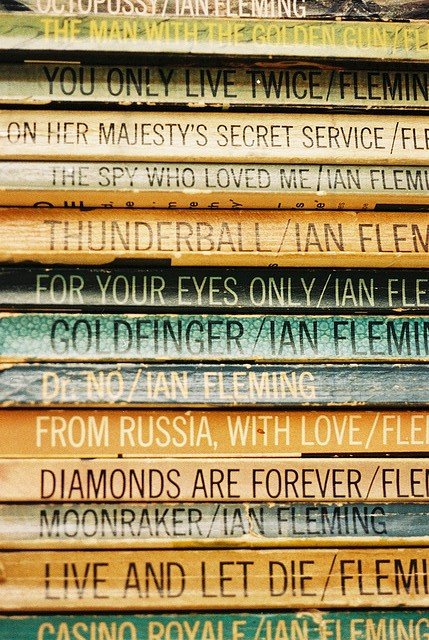
Empilement de livres de la série des James Bond qui ont été écrits par Ian Fleming.

James Bond est le protagoniste de fiction d'une série de romans, nouvelles et novélisations commencée en 1953. Bond, souvent appelé par son nom de code, « 007 », est un agent des services secrets britanniques ; le personnage a été créé par le journaliste et auteur Ian Fleming. Il apparaît pour la première fois en 1953 dans le roman Casino Royale. Fleming a écrit en tout douze romans et deux recueils de nouvelles, ce depuis son domicile baptisé Goldeneye, situé en Jamaïque. Deux de ses livres ont été publiés après sa mort en 1964.
Après la mort de Fleming, un certain nombre d'auteurs ont choisi de prolonger son travail. Ils ont rédigé soit des romans de continuation, soit des novélisations de certain des films de la saga produits par EON Productions, ou bien des nouvelles. Le premier de ces auteurs à avoir été publié fut Kingsley Amis, qui a sorti un unique roman, sous le pseudonyme de « Robert Markham ». Il a été suivi par le romancier et biographe John Pearson, auteur d’une biographie fictive de Bond. Le romancier et scénariste Christopher Wood a écrit deux novélisations vers la fin des années 1970. La société Ian Fleming Publications, anciennement dénommée « Glidrose Publications » et détenteur des droits de la série, a ensuite demandé à John Gardner de prendre le relais. Entre 1981 et 1996, ce dernier a rédigé quatorze romans et deux novélisations. Gardner a pris sa retraite après la publication de COLD, en raison de problèmes de santé : Raymond Benson lui a succédé. De 1996 à 2002, celui-ci a publié six romans, trois novélisations et trois histoires courtes.
Après une période de six ans sans un roman dans lequel Bond est adulte ou est le personnage principal, Sebastian Faulks a été chargé d'écrire un nouveau roman, publié le 28 mai 2008 pour le 100e anniversaire de la naissance de Ian Fleming. Il a été suivi en 2011 par l'auteur américain Jeffery Deaver puis par William Boyd en 2013 : chacun de ces trois auteurs n'a écrit qu’un seul roman. Ensuite, Anthony Horowitz a publié trois romans entre 2015 et 2022.
Il y a également eu une série spin-off de livres intitulée La Jeunesse de James Bond ainsi qu'une autre série sur le personnage de Miss Moneypenny : The Moneypenny Diaries. Une trilogie centrée sur d'autres agents Double-0 a été également débutée en 2022 : Double O.

## Romans deIan Fleming

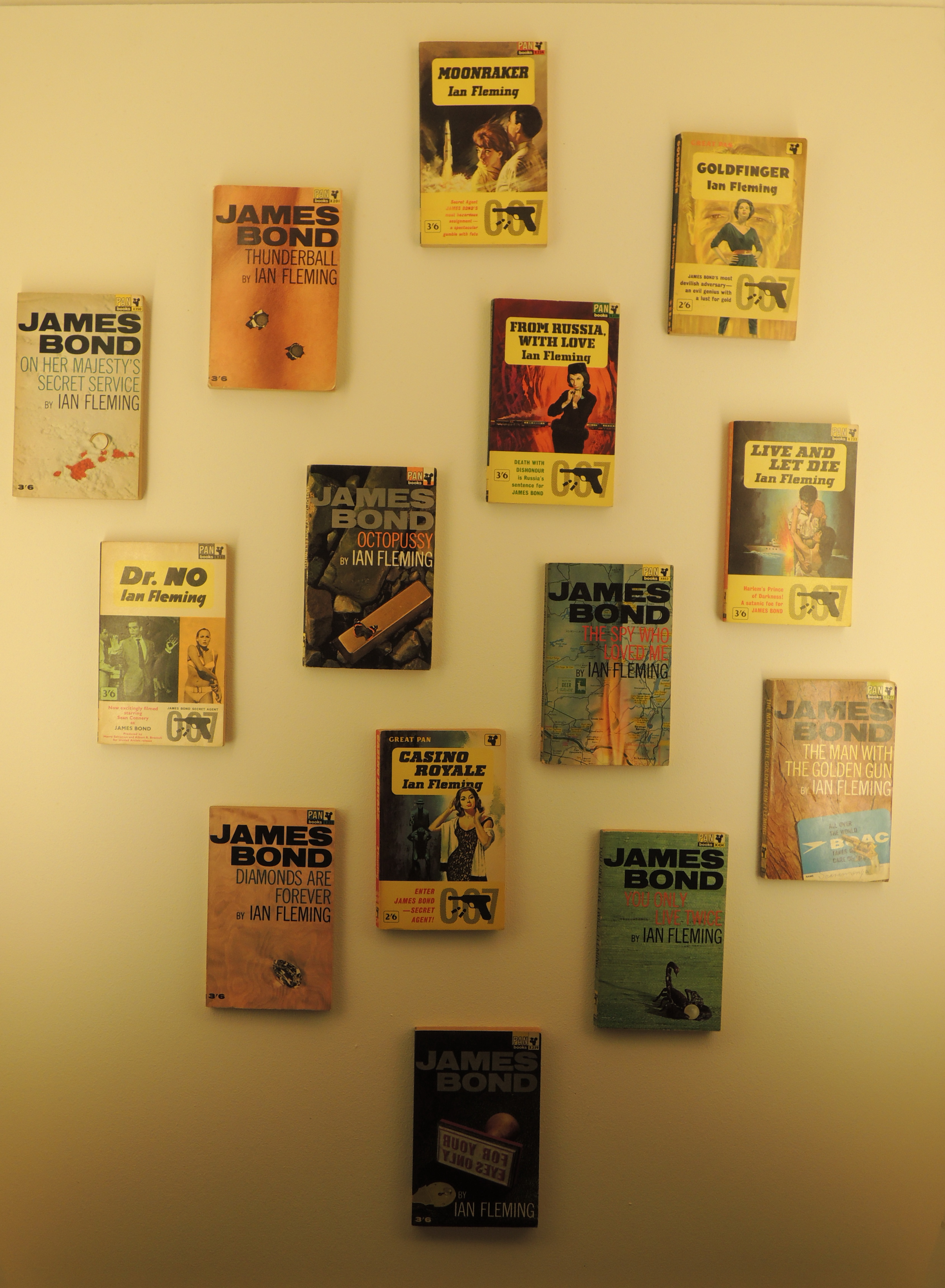
Couverture de divers romans de Ian Fleming publiés chez '.

- 1953 : Casino Royale (Casino Royale)
  - Première édition française sous le titre Espions, faites vos jeux [Presses Internationales, coll. « Inter-espions » no 12, Paris, 1960, (notice BnF n° 329573838)]
  - Nouvelle édition française sous le titre Casino Royal (sans « e » final) [Plon, Paris, 1964, traduction de André Gilliard, 249 p., (notice BnF n° FRBNF330075585)]
  - Nouvelle édition française sous le titre Casino Royale (avec un « e » final), [Éditions Bragelonne, Paris, 2006, traduction de Pierre Pevel, 240 p.,  (ISBN 978-2-35294-011-1), (notice BnF n° 41029235d)]
- 1954 : Vivre et laisser mourir (Live and Let Die)
  - Première édition française sous le titre Requins et services secrets [Presses Internationales, coll. « Inter-espions » no 1, Paris, 1959, traduction de J. Hall, (notice BnF n°32957372m)]
  - Nouvelle édition française sous le titre Vivre et laisser mourir [Plon, Paris, 1964, traduction de Françoise Thirion, 249 p., (notice BnF n° 330075701)]
- 1955 : Moonraker (Moonraker)
  - Première édition française sous le titre Entourloupe dans l'azimut : [Gallimard, Série noire, 1958]
  - Nouvelle édition française sous le titre Moonraker [Gallimard, Folio policier, 2002]
- 1956 : Les diamants sont éternels (Diamonds Are Forever)
  - Première édition française sous le titre Chauds les glaçons ! [Gallimard, Serie Noire, 1957]
  - Nouvelle édition française sous le titre Les Diamants sont éternels [Gallimard, 1973]
- 1957 : Bons Baisers de Russie (From Russia, With Love)
  - Première édition française sous le titre Échec à l'Orient-Express [Presses Internationales, coll. « Inter-espions » no 7, Paris, 1960, traduction de Bruno Martin, (notice BnF n° 32957378p)]
  - Nouvelle édition française sous le titre Bons baisers de Russie [Plon, 1964]
- 1958 : James Bond contre Dr No (Dr No)
  - Première édition française sous le titre Docteur No [Presses Internationales, coll. « Inter-espions » no 9, Paris, 1960, traduction de J. Hall), (notice BnF n°329573807)]
  - Nouvelle édition française sous le titre Dr NO [Presses Internationales, coll. « Inter-espions » no 11, 1963]
  - Nouvelle édition française sous le titre James Bond contre Dr No [Plon, 1964]
  - Nouvelle édition française sous le titre James Bond contre Dr No [Plon, 1970]
  - Nouvelle édition française sous le titre James Bond contre docteur No [Presses Pocket, 1975]
  - Nouvelle édition française sous le titre James Bond 007 contre docteur No [Fleuve Noir, 1980]
- 1959 : Goldfinger (Goldfinger)
  - Première édition française sous le titre Opération Chloroforme [Presses Internationales, coll. « Inter-espions » no 4, Paris, 1960, traduction de J. Hall, (notice BnF n°32957375n)]
  - Nouvelle édition française sous le titre Goldfinger [Plon, 1964]
- 1961 : Opération Tonnerre (Thunderball)[1] [Plon, coll. « Nuit Blanche », Paris, 1962, traduction de Françoise Thirion, (notice BnF n°32960244m)]
- 1962 : Motel 007 (The Spy Who Loved Me) [Plon, 1966]
- 1963 : Au service secret de Sa Majesté (On Her Majesty's Secret Service) [Plon, Paris, 1964, traduction de François Lourbet, 255 p., (notice BnF n°330075554)]
- 1964 : On ne vit que deux fois (You Only Live Twice) [Plon, Paris, 1964, traduction de Jean-François Crochet, 317 p., (notice BnF n°330075674)]
- 1965 : L'Homme au pistolet d'or (The Man With the Golden Gun) [Plon, Paris, 1965, traduction de Jean-François Crochet, 251 p., (notice BnF n°33007565f)]

## Recueils de nouvelles deIan Fleming
- 1960 : Bons baisers de Paris ou James Bond en danger (For Your Eyes Only) [Presses Internationales, 1961]
  - Bons baisers de Paris ou James Bond en embuscade (From a View to a Kill)
    - Nouvelle édition française sous le titre Bons baisers de Paris [Plon, 1965]

  - Top Secret (For Your Eyes Only)
  - Chaleur humaine (Quantum of Solace)
  - Risico (Risico)
  - Le Spécimen rare de Hildebrand (The Hildebrand Rarity)
- 1966 : Meilleurs vœux de la Jamaïque (Octopussy and the Living Daylights)  [Plon, 1966]
  - Meilleurs vœux de la Jamaïque (Octopussy)
  - La Sphère d'émeraude (The Property of a Lady)
  - Bons Baisers de Berlin (The Living Daylights)
  - 007 à New York (007 in New York)

## Roman deKingsley Amis(sous le pseudonyme de Robert Markham)
- 1968 : Colonel Sun (Colonel Sun)  [Plon, 1969]

## Roman deJohn Pearson
- 1973 : James Bond: The Authorised Biography Of 007 — Non traduit en français

## Novélisations deChristopher Wood
- 1977 : L'espion qui m'aimait (James Bond, the Spy Who Loved Me) [Juilliard, 1977] novélisation du film du même nom
- 1979 : James Bond 007 et le Moonraker (James Bond and Moonraker) [Fleuve Noir, 1979] novélisation du film du même nom

## Romans et novélisations deJohn Gardner
- 1981 : Permis renouvelé ou L'Opération Warlock (Licence Renewed) [Éditions du Rocher, 1992]
- 1982 : Mission particulière (For Special Services) [Éditions Paul Belfond, 1985]
- 1983 : Opération Brise-glace (Icebreaker) [Éditions Paul Belfond, 1986]
- 1984 : Une question d'honneur (Role of Honour) [Éditions Lefrancq, 1996]
- 1986 : Nobody Lives For Ever — Non traduit en français
- 1987 : No Deals, Mr Bond — Non traduit en français
- 1988 : Scorpius (Scorpius)  [Éditions Lefrancq, 1996]
- 1989 : Permis de tuer (Licence to Kill)  [Presses Pocket, 1989] novélisation du film du même nom
- 1989 : Gagner, perdre ou mourir (Win, Lose or Die) [Éditions Lefrancq, 1997]
- 1990 : Brokenclaw (Brokenclaw) [Éditions Lefrancq, 1997]
- 1991 : L'Homme de Barbarossa (The Man from Barbarossa) [Éditions du Rocher, 1993]
- 1992 : Death is Forever — Non traduit en français
- 1993 : Never Send Flowers — Non traduit en français
- 1994 : SeaFire — Non traduit en français
- 1995 : GoldenEye (GoldenEye) [L'Archipel, 1995] novélisation du film du même nom
- 1996 : COLD — Non traduit en français

## Romans nouvelles et novélisations deRaymond Benson
- 1997 : Le Spectre du passé (Blast From the Past) [Archives 007 no 001, 1999] nouvelle
- 1997 : Jour J moins dix (Zero Minus Ten) [Éditions Gérard de Villiers, 2000]
- 1997 : Demain ne meurt jamais (Tomorrow Never Dies) [Éditions Lefrancq, 1997] novélisation du film du même nom
- 1998 : Le Visage de la mort (The Facts of Death) [Éditions Gérard de Villiers, 2000]
- 1999 : Drame d'une nuit d'été (Midsummer Night's Doom) [Archives 007 no 005, 2005] nouvelle
- 1999 : Crime sur les cimes (High Time To Kill) [Éditions de la sentinelle, 2001]
- 1999 : Le monde ne suffit pas (The World Is Not Enough) [Éditions Gérard de Villiers, 1999] novélisation du film du même nom
- 1999 : Live at Five — Non traduit en français — nouvelle
- 2000 : Doubleshot — Non traduit en français
- 2001 : Ne rêve jamais de mourir (Never Dream of Dying) [Éditions de la sentinelle, 2002]
- 2002 : The Man with the Red Tattoo — Non traduit en français
- 2002 : Meurs un autre jour (Die Another Day) [Éditions de la sentinelle, 2002] novélisation du film du même nom

## Romans et nouvelle deCharlie Higson
Les premiers romans et nouvelle de Charlie Higson racontent les aventures de James Bond alors adolescent :
- La Jeunesse de James Bond
  - 2005 : Opération SilverFin (SilverFin) [Gallimard Jeunesse, 2006]
  - 2006 : La mort est contagieuse (Blood Fever) [Gallimard Jeunesse, 2006]
  - 2007 : Poker fatal (Double or Die) [Gallimard Jeunesse, 2007]
  - 2007 : Menace sur l'Eldorado (Hurricane Gold) [Gallimard Jeunesse, 2008]
  - 2008 : Sur ordre de Sa Majesté (By Royal Command) [Gallimard Jeunesse, 2010]
  - 2009 : A Hard Man to Kill — Non traduit en français — nouvelle

Après La Jeunesse de James Bond, Higson publie en 2023 un roman contemporain avec James Bond alors adulte :
- 2023 : On His Majesty's Secret Service — Non traduit en français

## Roman deSebastian Faulks
- 2008 : Le diable l'emporte (Devil May Care) [Flammarion, 2008]

## Roman deJeffery Deaver
- 2011 : Carte Blanche (Carte Blanche) [Flammarion, 2011]

## Roman deWilliam Boyd
- 2013 : Solo (Solo) [Éditions du Seuil, 2014]

## Romans deSteve Cole
Les romans de Steve Cole sont la suite des aventures du jeune James Bond qui ont été commencées par Charlie Higson en 2005.
- La Jeunesse de James Bond
  - 2014 : Shoot to Kill (Shoot to Kill) [Hachette, 2014]
  - 2016 : Heads You Die — Non traduit en français
  - 2016 : Strike Lightning — Non traduit en français
  - 2017 : Red Nemesis — Non traduit en français

## Romans deAnthony Horowitz
- 2015 : Déclic mortel (Trigger Mortis) [Hachette et Calmann-Lévy, 2015]
- 2018 : Forever and a Day — Non traduit en français
- 2022 : With A Mind to Kill — Non traduit en français

## Romans de Kim Sherwood
La trilogie « Double O » de Kim Sherwood raconte les aventures d'autres agents Double-0 que celles de James Bond 007. 
- 2022 : Double or Nothing — Non traduit en français
- 2024 : A Spy Like Me — Non traduit en français

## Autres romans et nouvelles
- Ian Fleming
  - 1963 : Des villes pour James Bond (Thrilling Cities)
- Arthur Calder-Marshall (sous le pseudonyme de R.D. Mascot)
  - 1967 : 003½: Les Aventures de James Bond Junior (003½: The Adventures of James Bond Junior) [Hachette, Bibliothèque Verte]
- John Pearson
  - 1973 : James Bond: The Authorised Biography Of 007
- Samantha Weinberg sous le pseudonyme de Kate Westbrook
  - Romans
    - 2005 : The Moneypenny Diaries: Guardian Angel
    - 2006 : The Moneypenny Diaries: Secret Servant
    - 2008 : The Moneypenny Diaries: Final Fling

  - Nouvelles
    - 2006 : For Your Eyes Only, James...
    - 2006 : Moneypenny's First Date With Bond

## Romans et nouvelles non officiels, refusés, jamais ou peu publiés
- Probablement par Johanna Harwood
  - 1959 : Some Are Born Great
- Michael K. Frith et Christopher B. Cerf pour le Harvard Lampoon
  - 1962 : Alligator
- Cyril Connolly
  - 1963 : James Bond tourne casaque (Bond Strikes Camp)
- Geoffrey Jenkins
  - 1966 : Per Fine Ounce
- The Harvard Lampoon
  - 1966 : Toadstool
- Donald Stanley
  - 1967 : Holmes Meets 007
- Auteur(s) inconnu(s)
  - 1970 : Take Over: A James Bond Thriller
- Clive Cussler
  - 1981 : L'Incroyable Secret (Night Probe!)
- James Hatfield
  - 1985 : The Killing Zone
- Chris Moore
  - 1983 à 1987 : Novélisations d'Octopussy, Dangereusement vôtre et de Tuer n'est pas jouer
- Will Self
  - 1995 : License to Hug
- Phillip King et Robert King
  - 1997 : Your Deal, Mr. Bond
- Raymond Benson
  - 2001 : The Heart of Erzulie
- Sebastian Faulks
  - 2006 : Ian Fleming Thinks Even James Bond Goes Shopping
- Divers auteurs
  - 2015 : Licence Expired: The Unauthorized James Bond
- Curtis Cook
  - 2015 : Bond on the Rocks
- Donald E. Westlake
  - 2017 : Forever and a Death
- Edward M. Erdelac et William Meikle
  - 2017 : Bond Unknown
- Les autres ouvrages

## Ouvrages sur James Bond
Cette section ne liste que les ouvrages traitant de James Bond dans la littérature. (Liste non exhaustive)
- O. F. (Oswald Frederick) Snelling
  - 1964 : 007, James Bond, A Report
- Kingsley Amis
  - 1965 : Le Dossier James Bond (en)
  - 1965 : The Book of Bond
- Raymond Benson
  - 1984 : The James Bond Bedside Companion
- John Griswold
  - 2005 : Ian Fleming's James Bond: Annotations and Chronologies
- Laurent Queyssi
  - 2007 : Les nombreuses vies de James Bond [Les Moutons électriques, "bibliothèque rouge"]
- Jacques Layani
  - 2008 : On ne lit que deux fois
- Charlie Higson
  - 2009 : Danger Society: The Young Bond Dossier
- Kevin Collette
  - 2012 : James Bond , le Dossier secret
  - 2014 : Comment détruire le monde avec style